# دينيسي كينيدي
دينيسي كينيدي (بالإنجليزية: Dean Kennedy)‏ (و. 1963 – م) هو لاعب هوكي الجليد، من كندا.

## روابط خارجية
- دينيسي كينيدي على موقع دوري الهوكي الوطني (الإنجليزية)
- دينيسي كينيدي على موقع EliteProspects.com (الإنجليزية)
- دينيسي كينيدي على موقع HockeyDB.com (الإنجليزية)
- دينيسي كينيدي على موقع Hockey-Reference.com (الإنجليزية)